# Economía del transporte
La Economía del transporte es el campo de estudio de la ciencia económica que se ocupa del estudio de la economía de la planeación, el diseño, operación y administración de las instalaciones de cualquier modo de transporte y la del sector del transporte. Es un campo integrado en el estudio de la Ingeniería civil, Ingeniería del transporte e Ingeniería logística. Este campo esta estrechamente relacionado con la Economía urbana,  siendo fundamental en la planificación urbana.
La economía de transporte surge con la necesidad de trasladar, eficaz y eficientemente en una sociedad, bienes e individuos de sitios origen a destinos finales.
Aborda temas como efecto de red, Red de transporte, costos de transporte, demanda  y oferta de transporte, fijación de precios, regulación, inversión en infraestructura, externalidades en transporte, estructura de los mercados de transporte, tecnología de producción de transporte y producción de actividades de transporte.

## Revistas especializadas
- International Journal Of Transport Economics: IJTE

## Subcampos
- Economía de Transporte aéreo[9][10]
- Economía de Transporte marítimo[11]
- Economía de Transporte por carretera
- Economía de Transporte naval
- Economía de Transporte ferroviario
- Planificación de transporte
- Políticas de movilidad
- Economía del ferrocarril de alta velocidad
- Administración de la demanda del transporte